# Vers un avenir perdu
Vers un avenir perdu est un roman de science-fiction écrit par Pierre Barbet.

## Publication
Le roman a été publié en 1962 chez Hachette/Gallimard, dans la collection Le Rayon fantastique n° 98.